# Combinata nordica al XVI Festival olimpico invernale della gioventù europea
Le gare di combinata nordica al XVI Festival olimpico invernale della gioventù europea si sono svolte dal 24 al 26 gennaio 2023 al Nordic Center di Planica (Slovenia) per la parte di salto con gli sci e all'Arena Paruzzi di Tarvisio (Italia) per la parte di sci di fondo.
Sono state disputate una gara maschile, una gara femminile e una gara mista, per un totale di 3 gare. a cui hanno preso parte esclusivamente atleti e atlete nate nel 2005 e nel 2006.

## Programma
| Data       | Ora (UTC+1) | Evento                        |
| ---------- | ----------- | ----------------------------- |
| 22 gennaio | 09:30       | Allenamento sci di fondo      |
| 22 gennaio | 14:30       | Allenamento salto con gli sci |
| 23 gennaio | 09:30       | Allenamento sci di fondo      |
| 23 gennaio | 14:30       | Allenamento salto con gli sci |
| 24 gennaio | 10:00       | Gundersen maschile (HS 102)   |
| 24 gennaio | 10:00       | Gundersen femminile (HS 102)  |
| 24 gennaio | 14:00       | Gundersen maschile (6 km)     |
| 24 gennaio | 14:00       | Gundersen femminile (4 km)    |
| 26 gennaio | 10:00       | Staffetta mista (HS 102)      |
| 26 gennaio | 14:00       | Staffetta mista (4x3,3 km)    |

## Podi

### Ragazzi
| Evento                                       | Oro           | Tempo   | Argento      | Tempo   | Bronzo            | Tempo   |
| Trampolino normale (HS 102, 6 km) (dettagli) | Lukas Dolezal | 14:48.4 | Paul Walcher | 14:59.7 | Maximilian Slamik | 15:32.6 |

### Ragazze
| Evento                                       | Oro            | Tempo   | Argento       | Tempo   | Bronzo      | Tempo   |
| Trampolino normale (HS 102, 4 km) (dettagli) | Trine Goepfert | 12:04.4 | Greta Pinzani | 12:49.0 | Anne Hackel | 12:57.7 |

### Misto
| Evento                                       | Oro                                                             | Tempo   | Argento                                                           | Tempo   | Bronzo                                                                | Tempo   |
| Gara a squadre (HS 102, 4x3,3 km) (dettagli) | Austria Laura Platz Anja Rathgeb Maximilian Slamik Paul Walcher | 35:44.1 | Italia Giada Delugan Greta Pinzani Manuel Senoner Bryan Venturini | 36:10.9 | Germania Trine Goepfert Anne Haeckel Mika Ketterer Constantin Mueller | 36:23.7 |

## Medagliere
| Posiz. | Nazione   | Oro | Argento | Bronzo | Totale |
| ------ | --------- | --- | ------- | ------ | ------ |
| 1      | Germania  | 1   | 0       | 2      | 3      |
| 2      | Austria   | 1   | 1       | 1      | 3      |
| 3      | Rep. Ceca | 1   | 0       | 0      | 1      |
| 4      | Italia    | 0   | 2       | 0      | 2      |
| Totale | Totale    | 3   | 3       | 3      | 9      |